# Władysław Malecki
Władysław Aleksander Malecki (ur. 3 stycznia 1836 w Masłowie, zm. 5 marca 1900 w Szydłowcu) – malarz realista, pejzażysta, przedstawiciel szkoły monachijskiej w malarstwie.

## Życiorys
Urodził się jako drugi z trzech synów Ignacego i Karoliny z Chmielewskich (starszy brat – Franciszek, młodszy – Bolesław). Maleccy wywodzili się ze zubożałej rodziny szlacheckiej. Ojciec pracował w adm. jako pisarz prowentowy. Niedługo po narodzinach drugiego syna rodzina przeniosła się do Suchedniowa, gdzie Ignacy zostaje kasjerem tamtejszych zakładów górniczych.
W latach 1852–1856 Malecki studiował malarstwo w Szkole Sztuk Pięknych w Warszawie pod kierunkiem Chrystiana Breslauera. W 1856 zatrudnił się w pracowni dekoratorskiej Antonia Sacchettiego jako pomocnik mistrza. Pod jego okiem stopniowo zyskiwał uznanie. W 1861 po raz pierwszy zaprezentował swoje prace na wystawie Towarzystwa Zachęty Sztuk Pięknych.
Dzięki rządowemu stypendium Malecki wyjechał 4 października 1866 do Monachium, aby kontynuować studia. Kształcił się tam pod okiem Eduarda Schleicha Nie występuje jednak w katalogu immatrykulacyjnym Akademii Monachijskiej.

## Twórczość
Na twórczość Władysława Maleckiego nie wpłynął silnie warsztat pierwszego nauczyciela. Jakkolwiek zauważalne są pewne elementy stylu Chrystiana Breslaura – zwłaszcza w 1. okresie monachijskim (1866-1869) – to jednak jest on twórcą ambitnym. Już na pierwszej swojej wystawie dał się poznać jako artysta samodzielny, o wyraźnym, osobistym warsztacie. Pierwsze prace silnie akademickie (m.in. Niepokalane Poczęcie, Kościół w Szydłowcu, Krajobraz wiejski – Chlewiska). Wpływ mistrza – zarówno w okresie świętokrzyskim, jak i później – ogranicza się do metody tworzenia szkiców do kompozycji większych dzieł, gdzie artysta szczególnie ceni sobie studium z natury, zwłaszcza w plenerze.

## Galeria

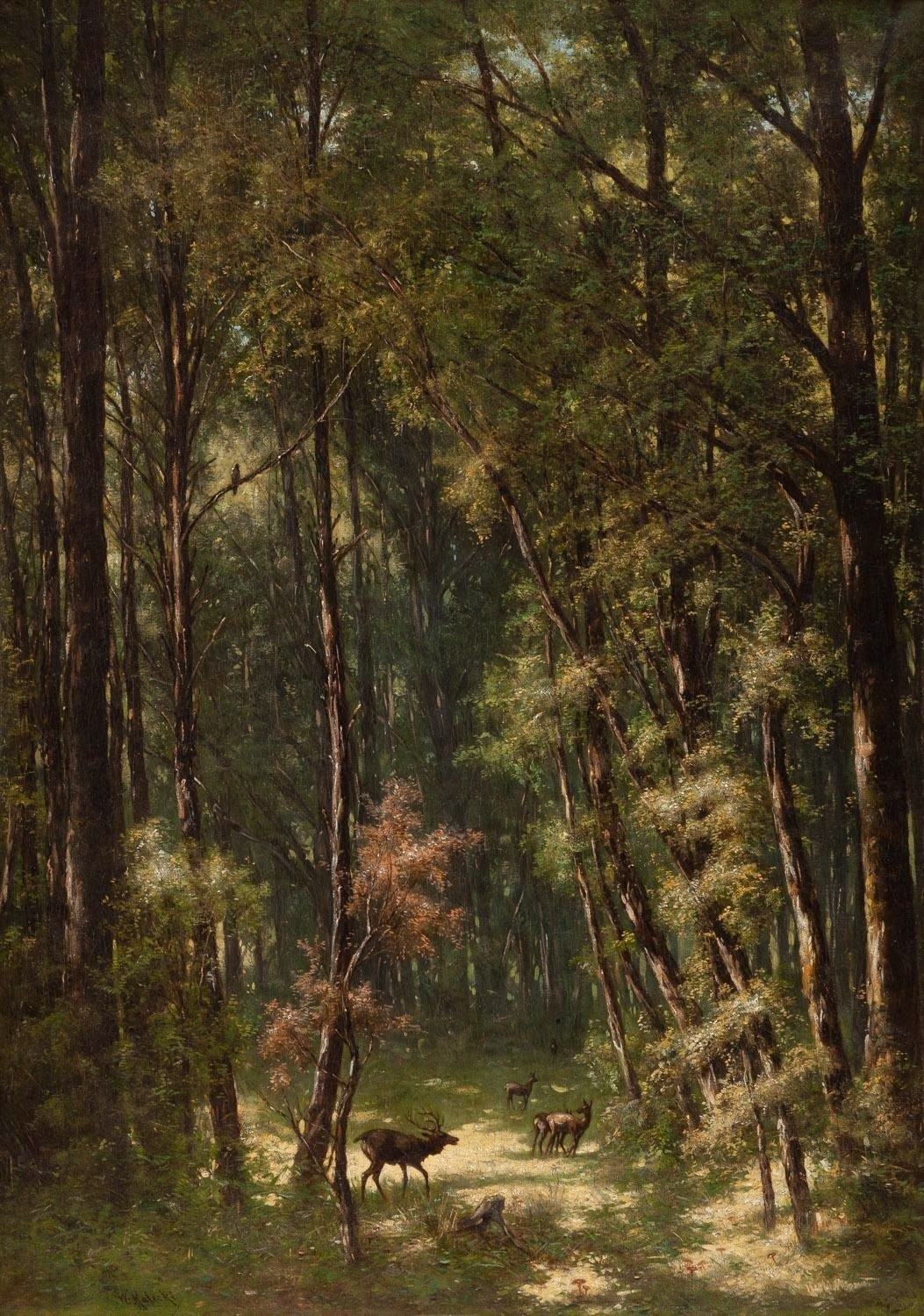
"Wielki las" z około 1870 r.
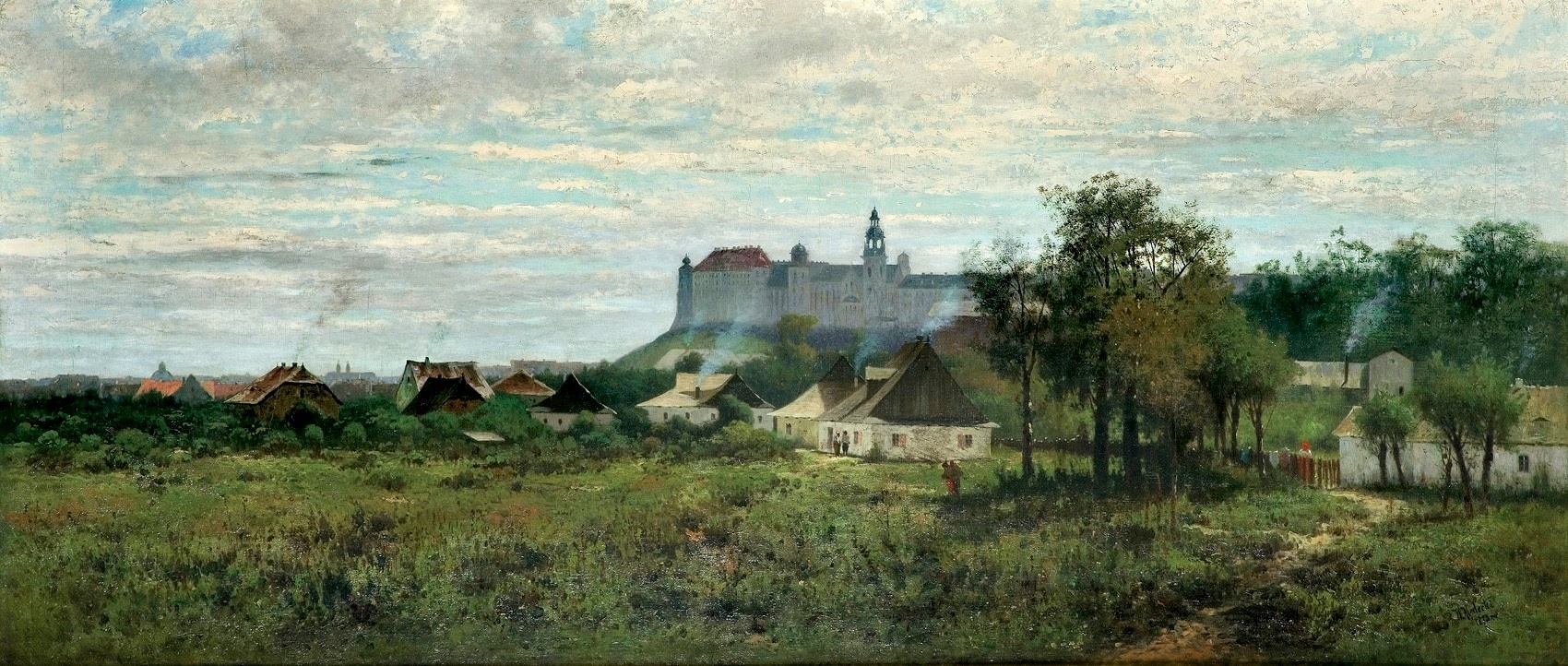
"Zamek królewski w Krakowie (Widok na Wawel)" z 1873 r.
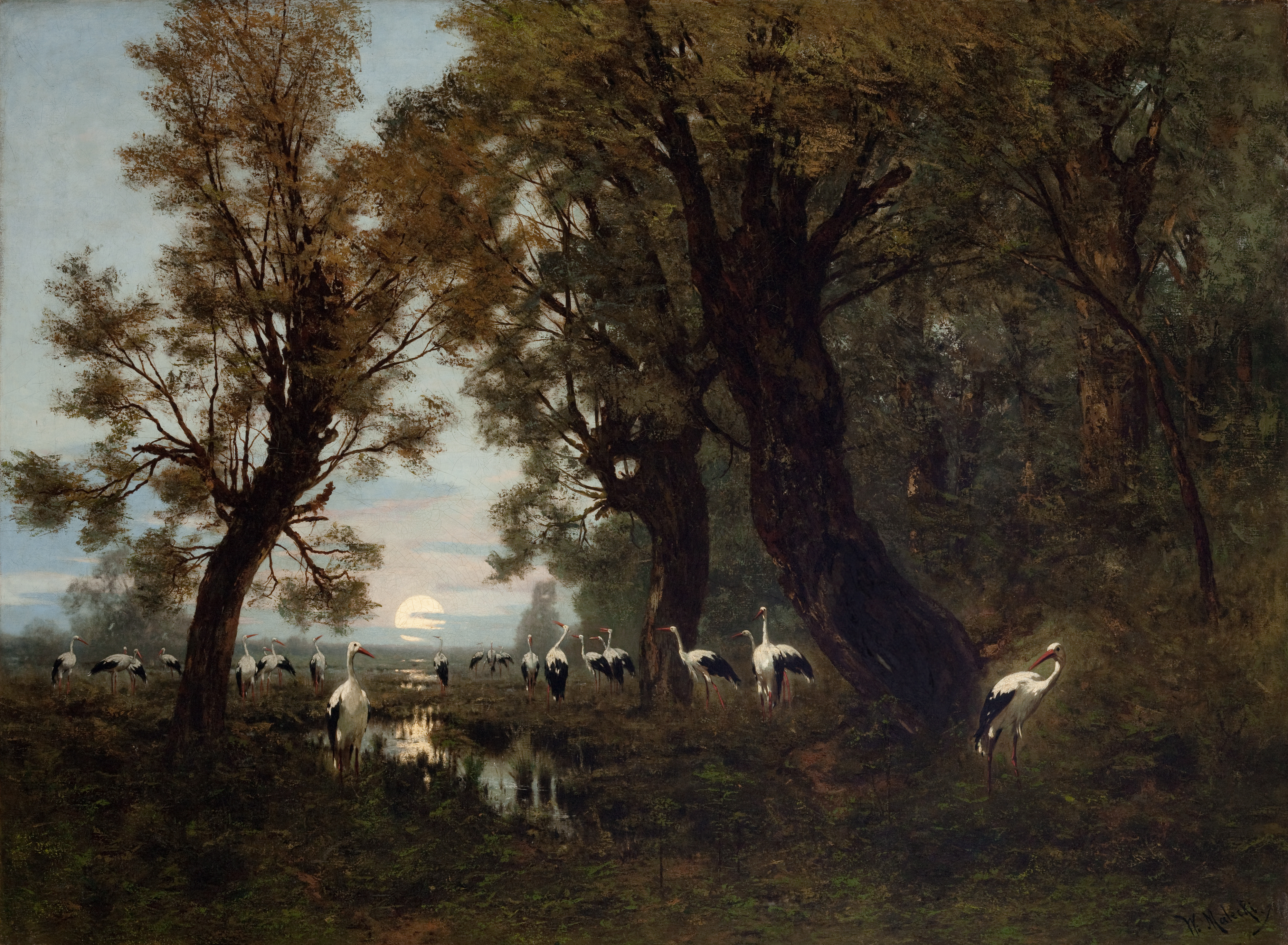
"Sejm bociani" z 1879 r. Muzeum Narodowe w Krakowie
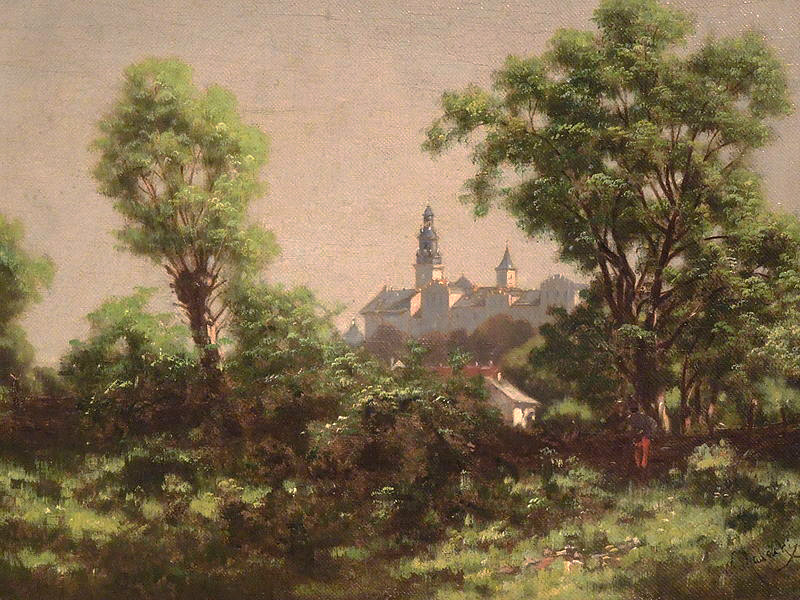
"Widok Wawelu z Dębnik" z 1880 r. Muzeum Narodowe w Kielcach
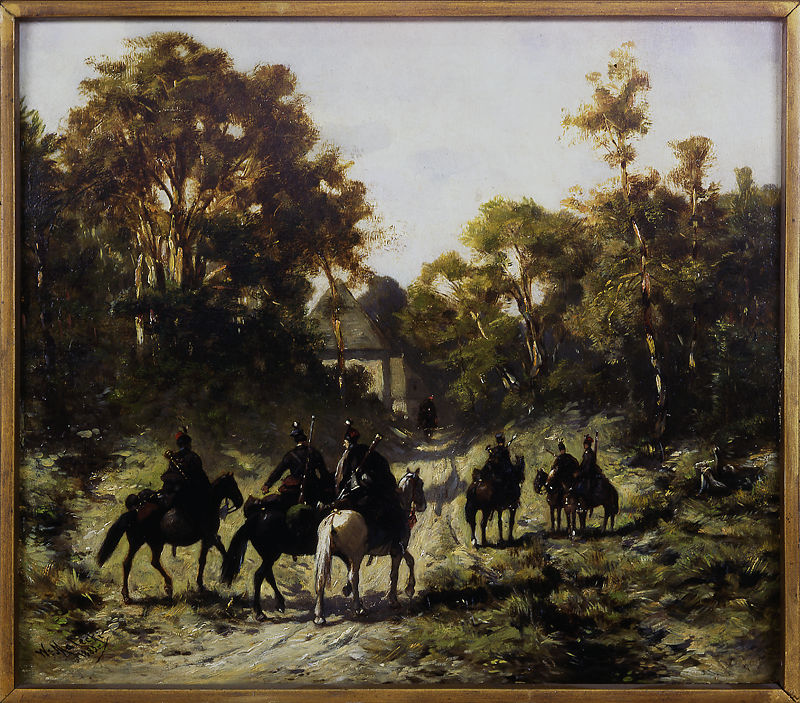
"Patrol powstańczy" z 1883 r. Muzeum Narodowe w Warszawie
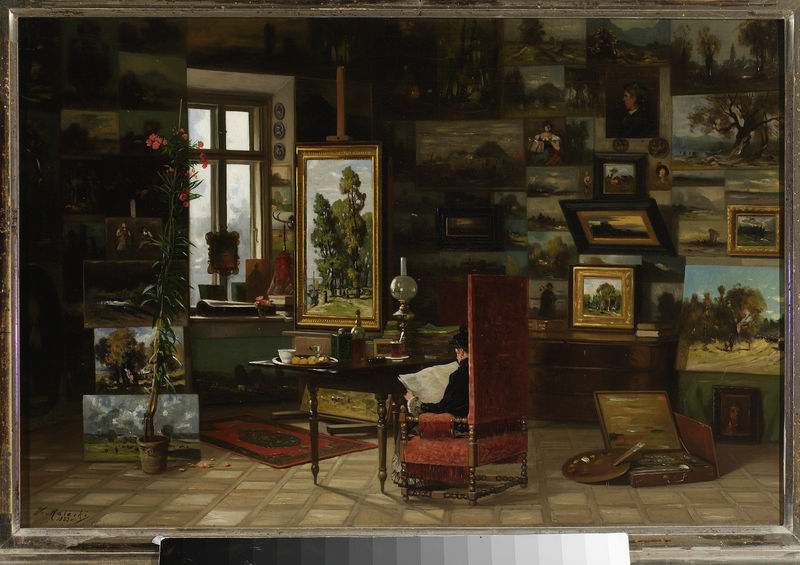
"Wnętrze pracowni" z 1883 r. Muzeum Narodowe w Warszawie
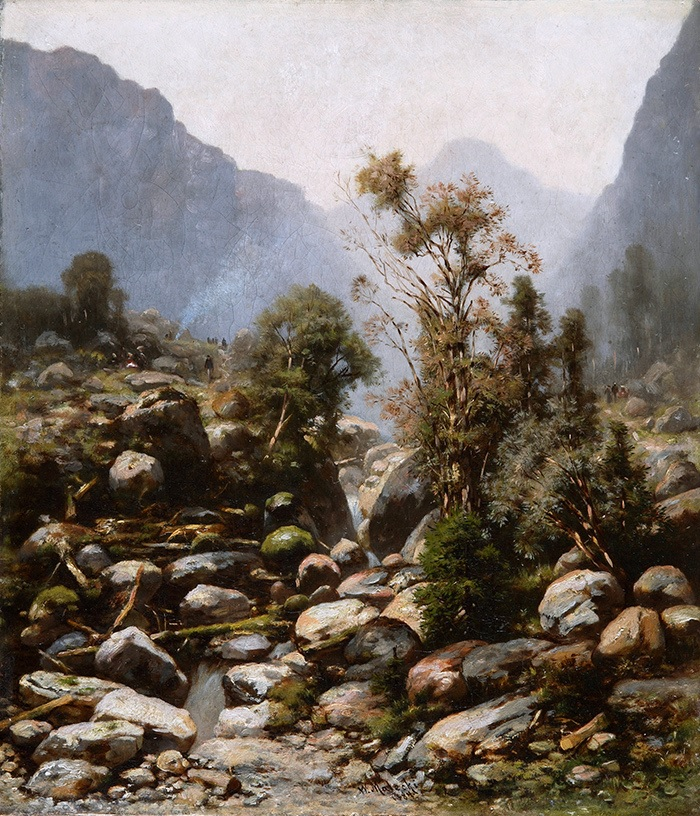
"Pejzaż górski" z 1884 r. Muzeum Narodowe w Kielcach
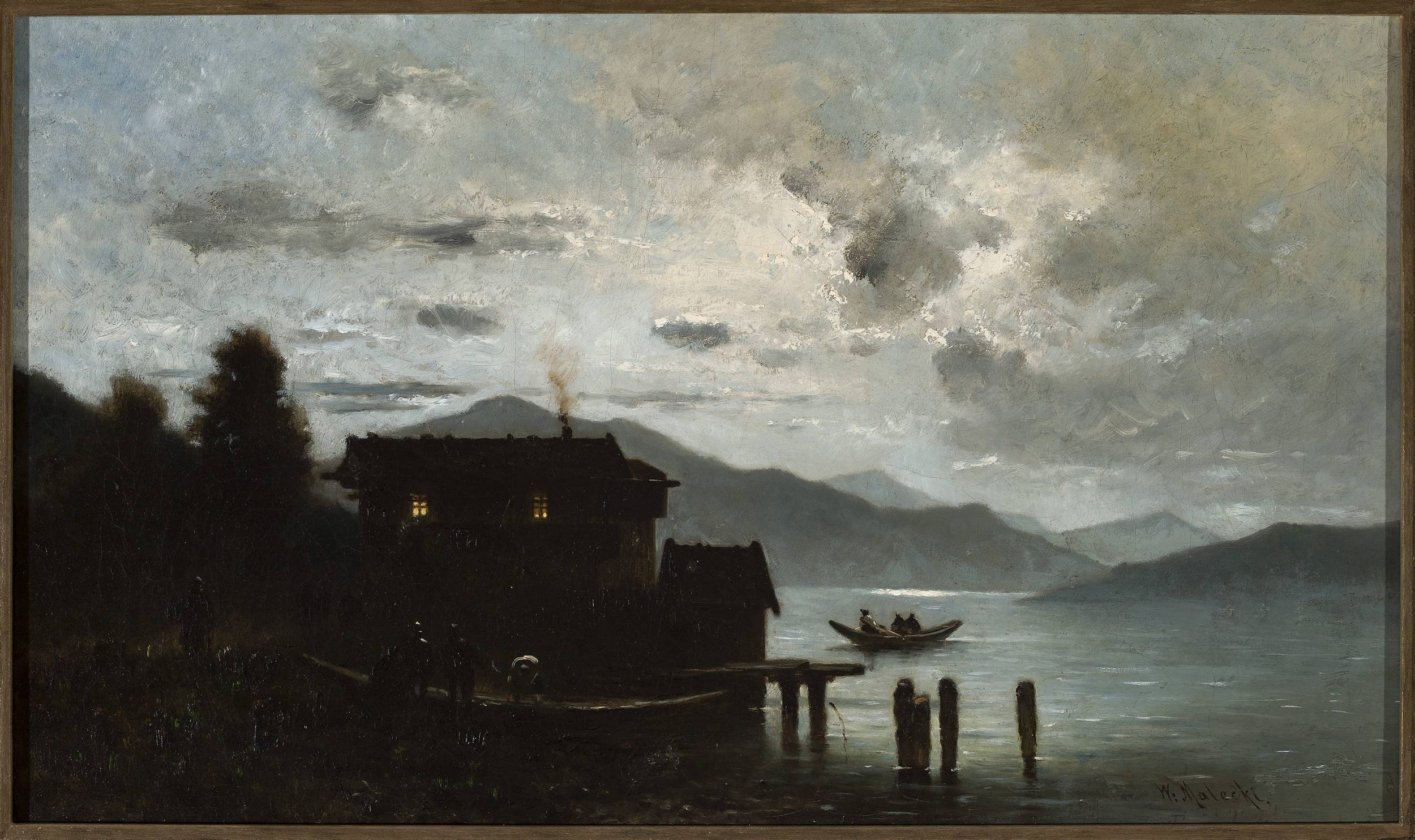
"Jezioro wśród gór o zmierzchu" Muzeum Narodowe w Warszawie